# Nariyuki Masuda
Nariyuki Masuda (jap. 増田 成幸 Masuda Nariyuki; ur. 23 października 1983 w Sendai) – japoński kolarz szosowy. Olimpijczyk (2020).

## Osiągnięcia
Opracowano na podstawie:

2012
- 2. miejsce w mistrzostwach Japonii (start wspólny)

2013
- 3. miejsce w mistrzostwach Japonii (start wspólny)

2014
- 1. miejsce w Tour de Okinawa

2015
- 2. miejsce w mistrzostwach Japonii (jazda indywidualna na czas)
- 3. miejsce w mistrzostwach Japonii (start wspólny)

2016
- 3. miejsce w mistrzostwach Japonii (jazda indywidualna na czas)
- 1. miejsce w Tour de Hokkaido
  - 1. miejsce w klasyfikacji górskiej
  - 1. miejsce na 2. etapie
- 1. miejsce w Tour de Okinawa

2017
- 2. miejsce w mistrzostwach Azji (jazda drużynowa na czas)

2018
- 3. miejsce w Tour de Tochigi

2019
- 1. miejsce w mistrzostwach Japonii (jazda indywidualna na czas)
- 1. miejsce w Tour de Okinawa

2021
- 1. miejsce w Tour of Japan
  - 1. miejsce w klasyfikacji górskiej
  - 1. miejsce na 1. etapie
- 1. miejsce w mistrzostwach Japonii (jazda indywidualna na czas)
- 2. miejsce w mistrzostwach Japonii (start wspólny)

2022
- 2. miejsce w mistrzostwach Azji (jazda indywidualna na czas)
- 2. miejsce w mistrzostwach Azji (start wspólny)

## Rankingi
| Rok           | 2005 | 2006 | 2007 | 2008 | 2009 | 2010 | 2011 | 2012 | 2013 | 2014 | 2015 | 2016 | 2017  | 2018  | 2019 | 2020 | 2021 | 2022 | 2023 | 2024  |
| ------------- | ---- | ---- | ---- | ---- | ---- | ---- | ---- | ---- | ---- | ---- | ---- | ---- | ----- | ----- | ---- | ---- | ---- | ---- | ---- | ----- |
| World Ranking |      |      |      |      |      |      |      |      |      |      |      | 459. | 1054. | 1440. | 271. | 574. | 364. | 246. | -    | 2150. |
| UCI Asia Tour | 177. | -    | 245. | 213. | -    | -    | 127. | 108. |      | 69.  | 147. | 38.  | 148.  | 227.  | 4.   | 16.  | 2.   | 5.   | -    | -     |
|               |      |      |      |      |      |      |      |      |      |      |      |      |       |       |      |      |      |      |      |       |
| Źródło: UCI   |      |      |      |      |      |      |      |      |      |      |      |      |       |       |      |      |      |      |      |       |